# Billy Hughes
 (novembre 2018).
Si vous disposez d'ouvrages ou d'articles de référence ou si vous connaissez des sites web de qualité traitant du thème abordé ici, merci de compléter l'article en donnant les références utiles à sa vérifiabilité et en les liant à la section « Notes et références ».
Pour les articles homonymes, voir Hughes.
William Morris 'Billy' Hughes (25 septembre 1862 – 28 octobre 1952) est un homme d'État australien. Il fut le septième Premier ministre d'Australie, le député australien ayant eu la plus longue carrière parlementaire, le dirigeant de son pays pour la plupart de la Première Guerre mondiale, et une des figures les plus marquantes de l'histoire politique australienne. Pendant les 51 ans de sa carrière parlementaire, il changea cinq fois de parti (parti travailliste, National Labor Party, nationaliste, australien, United Australia puis libéral), fut exclu de trois d'entre eux et fut le représentant de quatre circonscriptions dans deux états différents.

## Londres
William Morris Hughes est né à Pimlico, un quartier de Londres le 25 septembre 1862 de parents gallois dont il fut le fils unique. Son père parlait gallois et travaillait comme menuisier à la Chambre des lords. Sa mère était fille de fermiers et faisait des ménages à Londres.
Elle mourut alors qu'il avait sept ans et il fut pris en charge par sa tante à Llandudno, au pays de Galles où il vécut dans la famille de sa mère et apprit le gallois. Quand il eut 14 ans, il retourna à Londres et travailla chez un professeur. À 19 ans, il retourna vivre avec son père et la plus vieille de ses tantes Mary Hughes au "78 Vauxhall Bridge Road" à Londres.

## Australie
En octobre 1884, il émigra en Australie où il travailla comme laboureur, bûcheron et cuisinier. Il arriva à Sydney en 1886 et vécut dans une maison en limite de Moore Park (en). Il épousa la fille de sa propriétaire Elizabeth Cutts. En 1890 il s'installa à Balmain avec son épouse et il y ouvrit une petite boutique où il vendait un peu de tout. Il rejoignit la "Socialist League" en 1892, devint un orateur de rue pour le parti de la "Single Tax League", un des créateurs de l"Australian Workers' Union" et peut-être avait-il déjà adhéré au tout nouveau "Labor Party".

## Élu
En 1894, Hughes passa huit mois au centre de la Nouvelle-Galles du Sud à structurer l'"Amalgamated Shearers' Union" puis gagna le siège de député de Sydney-Lang avec 105 voix d'avance. Au Parlement, il devint secrétaire général de la "Wharf Labourer's Union". En 1900 il fonda et devint le président de la "Waterside Workers' Union". C'est à cette époque qu'Hughes étudia le droit et obtint son diplôme de juriste en 1903. À la différence de la plupart des membres du "Labor party", il fut un ardent défenseur de la création d'une fédération australienne.
En 1901 Hughes fut élu député de Sydney-Ouest au premier parlement fédéral australien en tant que membre du parti travailliste. Il s'opposa aux propositions du gouvernement Barton de créer une petite armée de métier et demanda la création d'un service militaire égal pour tous. En 1903, il fut admis au barreau. En 1906, il perdit sa femme et c'est la plus vieille de ses filles, âgée de 17 ans, qui prit en charge ses cinq frères et sœurs. En 1911, il épousa Mary Campbell.

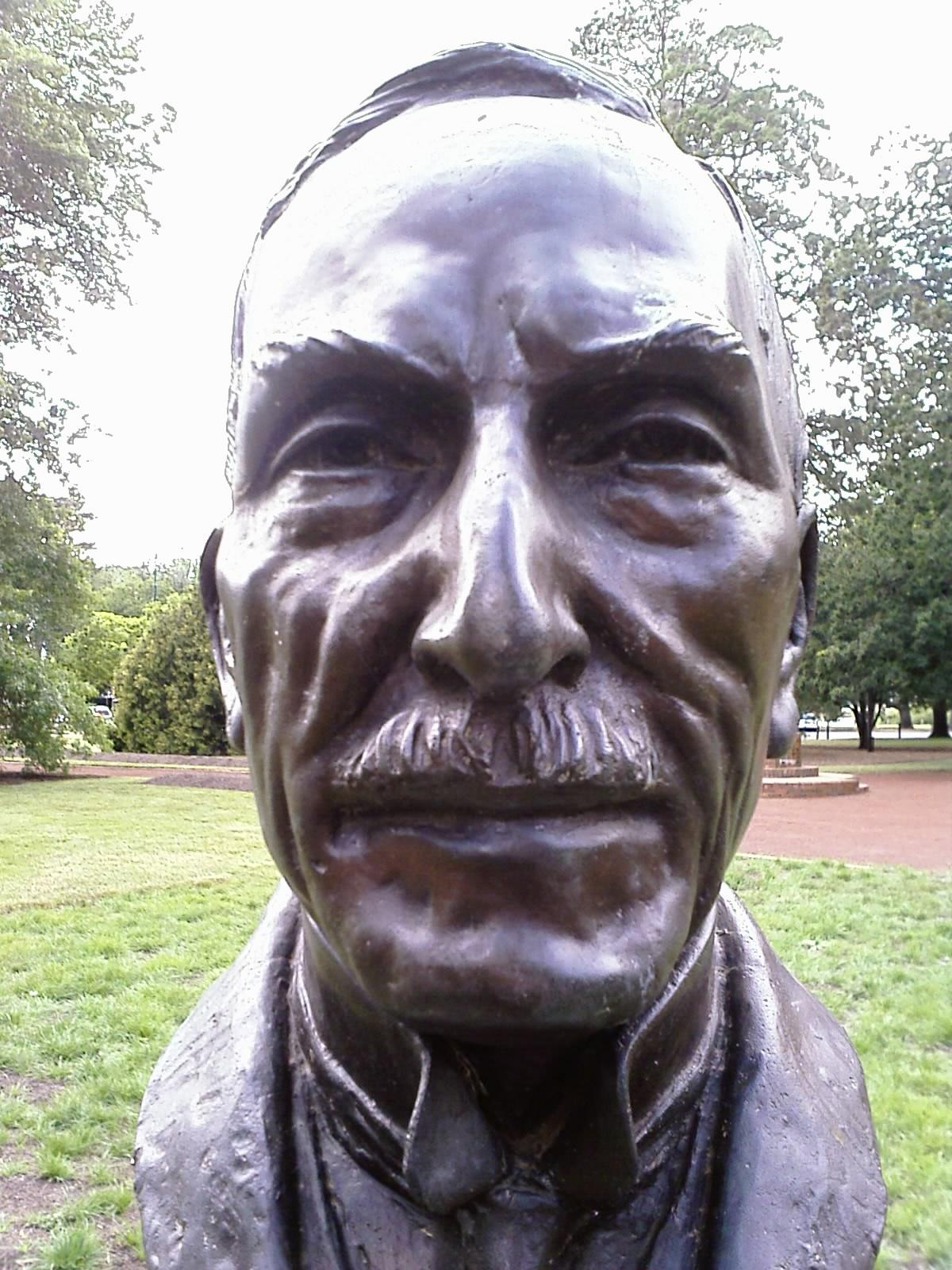
Buste de Billy Hughes à Ballarat.

Il fut ministre des Affaires Étrangères dans le premier gouvernement travailliste. Il fut ensuite ministre de la justice dans les trois gouvernements d'Andrew Fisher en 1908-09, 1910-13 et 1914-15. Il était la tête pensante de ces gouvernements et il est sûr qu'il voulait devenir le chef du "Labor Party" mais son caractère difficile (ses problèmes digestifs  chroniques semblent avoir eu un rôle important dans son caractère) était, aux yeux de ses collègues, un problème rédhibitoire pour être nommé à ce poste. Son altercation avec King O'Malley, un de ses collègues ministériels, est resté un exemple frappant de son comportement excessif.
Après les élections fédérales de 1914, le premier ministre travailliste Andrew Fisher se heurta à une contestation de son leadership à cette époque de tension créée par la première guerre mondiale et eut à faire face à la pression de plus en plus croissante de l'ambitieux Hughes qui souhaitait créer un service militaire obligatoire pour tous ce que ne voulait pas Fisher. En 1915, sa santé se dégrada et en octobre, il démissionna et fut remplacé par Hughes. Ce dernier était un ardent défenseur de la participation de l'Australie à la première guerre mondiale et après une visite en Grande-Bretagne en 1916, il fut complètement convaincu que le service militaire était devenu indispensable pour soutenir l'effort de guerre du pays. La grande majorité de son parti qui comprenait des représentants catholiques et unionistes était fermement opposée à cette idée surtout chez les australiens d'origine irlandaise (catholiques pour la plupart) qui considéraient cette guerre comme une réponse excessive de la Grande-Bretagne à la montée des pays de l'est.

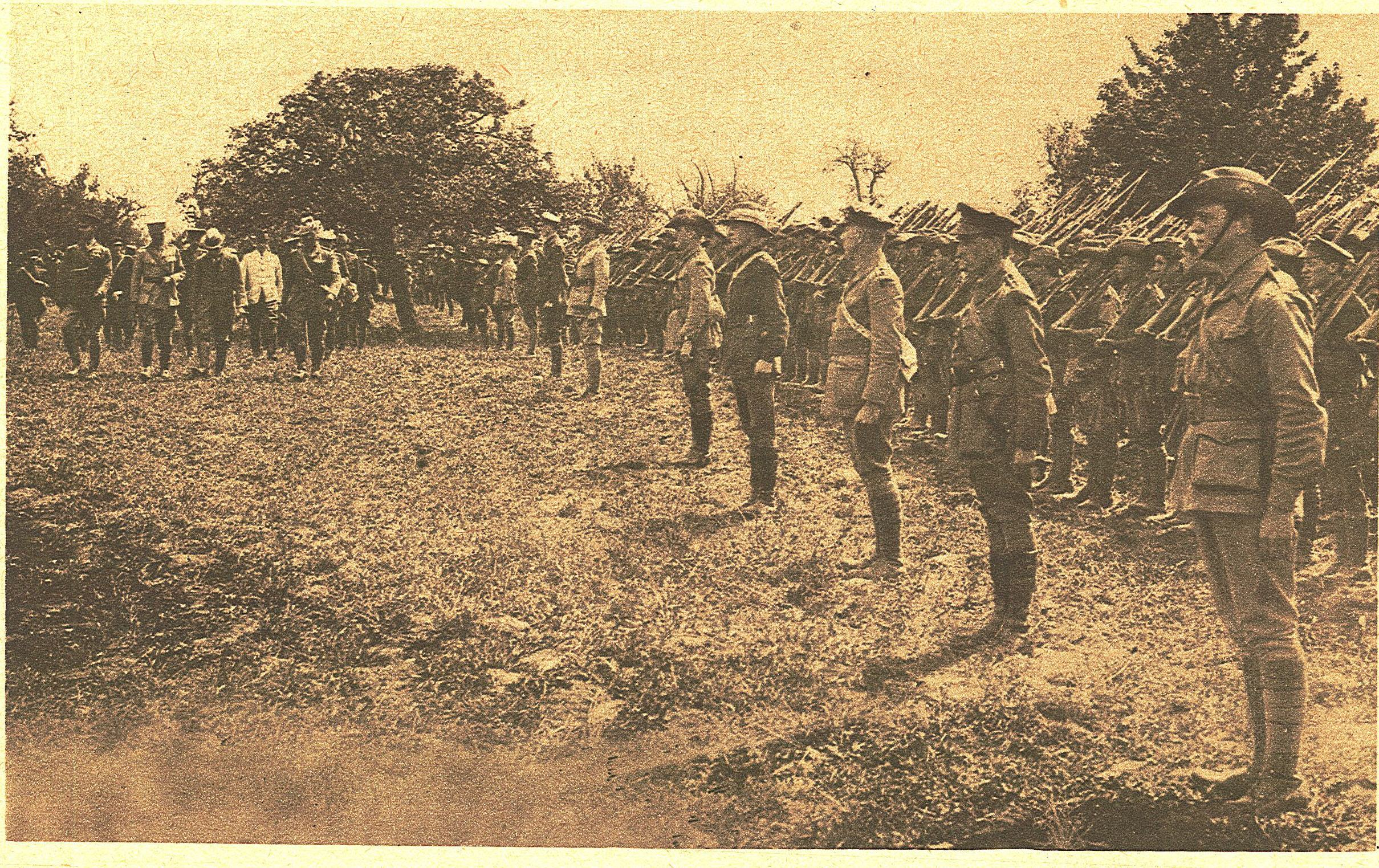
En visite sur le front français en 1916.

En octobre, Hughes organisa un plébiscite pour faire approuver son idée de service militaire mais le plébiscite fut désapprouvé de peu par les votants. L'archevêque catholique de Melbourne, Daniel Mannix, fut le principal opposant à cette idée. Malgré ce désaveu, Hughes continua d'être un ardent défenseur du service militaire. Cette affaire créa une profonde et amère coupure non seulement dans la population australienne mais aussi dans les membres de son propre parti.
Le 15 septembre 1916, le comité exécutif du "Labour Party" exclut Hughes de ses rangs. Le 14 novembre 1916, 43 députés du parti après de longues discussions votèrent et exclurent Hughes et 24 autres députés du groupe.
Hughes et ses collègues exclus du Labour party formèrent le "National Labor Party" et négocièrent avec le leader du parti libéral, Joseph Cook, la formation d'un nouveau parti, le "Nationalist Party". Aux élections de 1917, Hughes et ses amis remportèrent une large victoire électorale. Pour cette élection, Hughes avait changé de circonscription électorale et s'était présenté à Bendigo au Victoria. Hughes avait promis de démissionner si son gouvernement ne pouvait pas faire adopter la création du service militaire. Une deuxième tentative de vote référendaire eut lieu en décembre 1917 et se solda par une plus large défaite qu'à la première fois. Hughes, après avoir reçu le soutien des autres membres de son parti démissionna de son poste de Premier Ministre mais le Gouverneur général, Sir Ronald Munro-Ferguson, n'ayant pas d'autre possibilité de choix, le reconduisit immédiatement dans ses fonctions, lui permettant de rester Premier Ministre après avoir tenu son engagement de démissionner.
Le gouvernement Hughes remplaça le système de vote uninominal majoritaire à un tour qui s'appliquait pour les deux chambres du Parlement fédéral selon le "Commonwealth Electoral Act 1903"  par le système de vote préférentiel typiquement australien () pour la chambre des députés en 1918. Ce système de vote a pratiquement toujours été appliqué depuis. Un système multi-préférentiel a été introduit pour les élections sénatoriales en 1919. Il fut appliqué jusqu'en 1948 pour être remplacé par un système proportionnel avec quota préférentiel. Cette réforme du mode de scrutin a toujours été considérée comme une réponse de Hughes à la montée en puissance du "Country Party", de sorte que les votes pour les partis autres que les partis travaillistes ne soient pas considérés comme négligeables comme c'était le cas auparavant.
En 1919, Hughes et le précédent Premier Ministre Joseph Cook se rendirent à Londres pour assister à la conférence sur la paix à Versailles. Ils restèrent absents pendant 16 mois et signèrent le traité de Versailles au nom de l'Australie, ce qui en fit le premier traité international signé par l'Australie. À Versailles, Hughes demanda de lourds dédommagements à l'Allemagne et se heurta souvent au Président des États-Unis, Woodrow Wilson qui décrivit Hughes comme un "Vaurien emmer...". Il réussit à obtenir le contrôle par l'Australie de l'ancienne colonie allemande de Nouvelle-Guinée et, grâce à l'aide d'autres Premiers ministres des Dominions anglais comme Borden et Smuts, l'Australie obtint une place indépendante dans la toute nouvelle Société des Nations.
En dépit du rejet de son projet de service militaire, Hughes conserva toute sa popularité et il fut confortablement réélu en décembre 1919. Au cours des négociations qui s'ensuivirent, Hughes, défenseur des idées très répandues à l'époque de "catégories raciales", fut le principal opposant à la proposition du Japon de faire figurer dans le traité l'égalité des races et avec l'aide de certains de ses amis il obtint que cette proposition ne figure pas dans le traité final. Le Japon fut profondément marqué par ce comportement.
Pendant ces négociations, il déclare : « Je veux bien admettre l’égalité des Japonais en tant que nation et en tant qu’individus. Mais je n’admets pas les conséquences auxquelles nous devrions faire face si nous leur ouvrions notre pays. Ce n’est pas que nous les tenons pour inférieurs, mais simplement que nous n’en voulons pas. Économiquement, ce sont des facteurs perturbants parce qu’ils acceptent des salaires bien inférieurs au minimum pour lequel nos compatriotes veulent bien travailler. Peu importe s’ils s’intègrent bien à notre peuple. Nous ne voulons pas qu’ils puissent épouser nos femmes. »
Après 1920, la réputation politique d'Hughes commença à décliner. Un nouveau parti, le "Country Party" apparut. Il regroupait les fermiers mécontents de la politique agricole des "Nationalists", en particulier de la décision d'Hughes d'avoir accepté d'augmenter les barrières douanières pour protéger l'industrie australienne alors qu'il bloquait les prix des produits agricoles. En même temps beaucoup de conservateurs lui reprochaient de mener une politique travailliste déguisée en refusant par exemple de privatiser la "Commonwealth Shipping Line" et l'"Australian Wireless Company". Aux élections fédérales de 1922, Hughes changea à nouveau de circonscription pour passer de la circonscription agricole de Bendigo à celle urbaine de Sydney-Nord mais le "Country Party" gagna assez de sièges au Parlement pour pouvoir demander la démission de Huhghes en échange de leur participation au gouvernement.
Hughes démissionna en février 1923 et fut remplacé par son Ministre des Finances, Stanley Bruce. Hughes fut furieux de la trahison de son parti et rumina sa vengeance sur les arrière-bancs du Parlement jusqu'en 1929 où il put former un groupe de rebelles assez puissant pour franchir le pas et renverser le gouvernement Bruce. Hughes fut exclu du "Nationalist Party" et forma son propre parti: l'"Australian Party". En 1931 il enterra la hache de guerre avec ses anciens collègues et rejoignit le nouveau "United Australia Party" (UAP), sous la houlette de Joseph Lyons.
Il est en durée de fonction le troisième des premiers ministres australiens après Robert Menzies et Malcolm Fraser.
En 1934, il devint Ministre de la santé dans le gouvernement Lyons. Il fut aussi à plusieurs fois Ministre de la Marine, Ministre de l'industrie et Ministre de la Justice dans les gouvernements de Lyon et de son successeur, Robert Menzies, entre 1934 et 1941. Cependant il resta un personnage contestataire. Après 1936, il fut un opposant affiché à la politique britannique de conciliation avec l'Allemagne à une époque où ses partisans s'en réjouissaient. En 1937, il dut démissionner du gouvernement après avoir publié un livre attaquant la politique de la Grande-Bretagne vis-à-vis du réarmement allemand et de l'occupation japonaise en Chine. Après la perte des élections fédérales par l'UAP en 1940, Menzies dut démissionner sous la pression de ses collègues et en octobre 1941, le parti travailliste revint au pouvoir avec John Curtin comme Premier Ministre. Menzies démissionna de la présidence de l'UAP et Hughes, âgé de 79 ans et en mauvaise santé, fut élu à la tête du parti.
Hughes leader de l'UAP aux élections de 1943 refusa de tenir toute réunion politique et accepta de laisser à Arthur Fadden (chef du "Country Party") la direction de toute l'opposition. Hughes fut battu et démissionna pour laisser sa place à Menzies. En février 1944, l'UAP retira ses membres de l'"Advisory War Council" pour protester contre le gouvernement travailliste de John Curtin. Hughes, cependant, assista aux réunions et pour cela fut exclu de l'UAP.
En 1944 Menzies fonda un nouveau parti, le Parti libéral et Hughes en devint membre. Il changea à nouveau de circonscription pour se présenter à Bradfield en 1949. Il resta membre du Parlement jusqu'à sa mort en octobre 1952. Il avait été député pendant 51 ans et sept mois et si l'on y ajoute ses années passées au parlement colonial de Nouvelle Galles du Sud, il fut député pendant 58 ans. Il était le dernier député du premier parlement australien à être encore député au moment de sa mort (Il ne fut cependant pas le dernier député du premier parlement à décéder, ce fut King O'Malley qui lui survécut quatorze mois). C'est le député à avoir le plus longtemps siégé au Parlement. Il fut aussi le dernier Premier Ministre né en Grande-Bretagne.
Hughes mourut chez lui à Lindfield dans la banlieue de Sydney. Les six enfants de sa première femme et sa seconde épouse lui survécurent. Il avait perdu seulement sa fille née de son second mariage en 1937. Ses funérailles nationales furent l'une des plus grandes manifestations que Sydney ait connue avec 450 000 personnes rassemblées sur le parcours.
Hughes, un petit homme nerveux au visage desséché et à la voix rauque fut un homme politique extravagant qui durant la première guerre mondiale sut se créer une réputation de chef de guerre -ses partisans le surnommaient le « petit mineur » (the Little Digger)- surnom qui lui resta toute sa vie. Il a laissé de lui l'image d'un homme aux compétences politiques et diplomatiques exceptionnelles, aux propos pleins d'esprit, à l'optimisme et au patriotisme inébranlables. Cette admiration n'était pas partagée par les membres du "Labor Party" qui le considèrent encore comme le "rat".